# Omran Haydary
Omran Haydary (Heerlen, 13 gennaio 1998) è un calciatore olandese naturalizzato afghano, attaccante del Sūduva.

## Carriera

### Club
Cresciuto nelle giovanili del Roda JC, nel luglio del 2017 viene acquistato dall'Emmen.
Esordisce fra i professionisti il 15 settembre 2017 in occasione del match di Eerste Divisie pareggiato 1-1 contro il N.E.C..
Il 1º luglio 2018 viene acquistato dal Dordrecht.

### Nazionale
Il 19 agosto 2018 ha esordito con la nazionale afghana in occasione dell'amichevole pareggiata 0-0 contro la Palestina.

## Statistiche

### Presenze e reti nei club
Statistiche aggiornate al 7 ottobre 2018.
| Stagione        | Squadra         | Campionato      | Campionato | Campionato | Coppe nazionali | Coppe nazionali | Coppe nazionali | Coppe continentali | Coppe continentali | Coppe continentali | Altre coppe | Altre coppe | Altre coppe | Totale | Totale | Totale |
| Stagione        | Squadra         | Comp            | Pres       | Reti       | Comp            | Pres            | Reti            | Comp               | Pres               | Reti               | Comp        | Pres        | Reti        | Pres   | Reti   |        |
| --------------- | --------------- | --------------- | ---------- | ---------- | --------------- | --------------- | --------------- | ------------------ | ------------------ | ------------------ | ----------- | ----------- | ----------- | ------ | ------ | ------ |
| 2017-2018       | Emmen           | 1D              | 15         | 4          | CO              | 1               | 0               |                    | -                  | -                  |             | -           | -           | 16     | 4      |        |
| 2018-2019       | Dordrecht       | 1D              | 7          | 1          | CO              | 1               | 0               |                    | -                  | -                  |             | -           | -           | 8      | 1      |        |
| Totale carriera | Totale carriera | Totale carriera | 22         | 5          |                 | 2               | 0               |                    | -                  | -                  |             | -           | -           | 24     | 5      |        |

### Cronologia presenze e reti in nazionale
| Cronologia completa delle presenze e delle reti in nazionale ― Afghanistan | Cronologia completa delle presenze e delle reti in nazionale ― Afghanistan | Cronologia completa delle presenze e delle reti in nazionale ― Afghanistan | Cronologia completa delle presenze e delle reti in nazionale ― Afghanistan | Cronologia completa delle presenze e delle reti in nazionale ― Afghanistan | Cronologia completa delle presenze e delle reti in nazionale ― Afghanistan | Cronologia completa delle presenze e delle reti in nazionale ― Afghanistan | Cronologia completa delle presenze e delle reti in nazionale ― Afghanistan |
| Data                                                                       | Città                                                                      | In casa                                                                    | Risultato                                                                  | Ospiti                                                                     | Competizione                                                               | Reti                                                                       | Note                                                                       |
| -------------------------------------------------------------------------- | -------------------------------------------------------------------------- | -------------------------------------------------------------------------- | -------------------------------------------------------------------------- | -------------------------------------------------------------------------- | -------------------------------------------------------------------------- | -------------------------------------------------------------------------- | -------------------------------------------------------------------------- |
| 19-8-2018                                                                  | Kabul                                                                      | Afghanistan                                                                | 0 – 0                                                                      | Palestina                                                                  | Amichevole                                                                 | -                                                                          |                                                                            |
| Totale                                                                     |                                                                            | Presenze                                                                   | 1                                                                          |                                                                            | Reti                                                                       | 0                                                                          |                                                                            |